# 東北地方太平洋沖地震に関する記事の一覧
ウィキペディア日本語版に存在する、2011年3月11日に発生した東北地方太平洋沖地震・東日本大震災に関する記事の一覧。
地震の概要、地震学の観点からの解説、地震で生じた津波・地盤沈下・液状化などの解説は東北地方太平洋沖地震、地震と津波のメカニズムの詳しい解説は東北地方太平洋沖地震及び津波のメカニズム、関連する地震は東北地方太平洋沖地震の前震・本震・余震の記録、地震被害と被災地支援については東日本大震災、原発事故は福島第一原子力発電所事故を主項目としてそれぞれ解説している。震災や原発事故の項目の中で量の多いものは、分野や地域などで区切って別の項目で詳しく解説している。

## 名称
- 地震の名称→東北地方太平洋沖地震#名称
- 「震災」の名称→東日本大震災#名称

## 地震・津波
- 地震のメカニズム、揺れの特徴→東北地方太平洋沖地震#メカニズム、東北地方太平洋沖地震及び津波のメカニズム#本震のメカニズム
- 過去の地震・地殻変動活動、想定の地震との比較、それまでの地震研究→東北地方太平洋沖地震#過去の地震・想定地震との比較、東北地方太平洋沖地震及び津波のメカニズム#東北日本のプレート活動と地震
  - スーパーサイクル→東北地方太平洋沖地震及び津波のメカニズム#超巨大地震のスーパーサイクル
- 前兆現象、前震活動、予知→東北地方太平洋沖地震#予知及び前兆現象、東北地方太平洋沖地震及び津波のメカニズム#前震活動とみられる地震活動
- 余震、誘発地震、余効変動→東北地方太平洋沖地震#余震・誘発地震活動、東北地方太平洋沖地震及び津波のメカニズム#余震活動と余効変動、東北地方太平洋沖地震の前震・本震・余震の記録
- 地殻変動、地盤沈下、液状化→東北地方太平洋沖地震#地殻変動、東北地方太平洋沖地震及び津波のメカニズム#大規模な地殻変動
- 津波→東北地方太平洋沖地震#津波、東北地方太平洋沖地震及び津波のメカニズム#津波のメカニズム
- 緊急地震速報→東北地方太平洋沖地震#緊急地震速報
- 教訓→東北地方太平洋沖地震#教訓
余震・誘発地震のうち大きなものは以下の独立項目がある。
  - 2011年3月11日15時8分頃に発生した岩手県沖を震源とする地震→三陸沖北部地震
  - 2011年3月11日15時15分頃に発生した茨城県沖を震源とする地震→茨城県沖地震
  - 2011年3月12日に発生した長野・新潟県境付近を震源とする地震→長野県北部地震
  - 2011年3月15日に発生した静岡県東部を震源とする地震→静岡県東部地震
  - 2011年4月7日に発生した宮城県沖を震源とする地震→宮城県沖地震
  - 2011年4月11日に発生した福島県浜通りを震源とする地震→福島県浜通り地震
  - 2011年6月30日に発生した長野県中部を震源とする地震→長野県中部地震
  - 2012年3月14日に発生した千葉県東方沖を震源とする地震→千葉県東方沖地震 (2012年)
  - 2012年12月17日に発生した三陸沖を震源とする地震→三陸沖地震 (2012年12月)

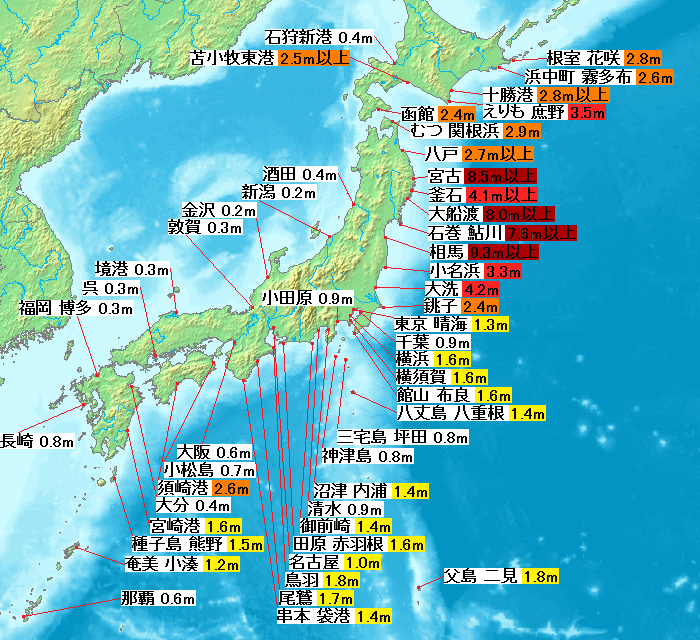
各地の検潮所・験潮所・験潮場で観測された津波の高さ。
発生した津波の詳細は「東北地方太平洋沖地震#津波」を参照。

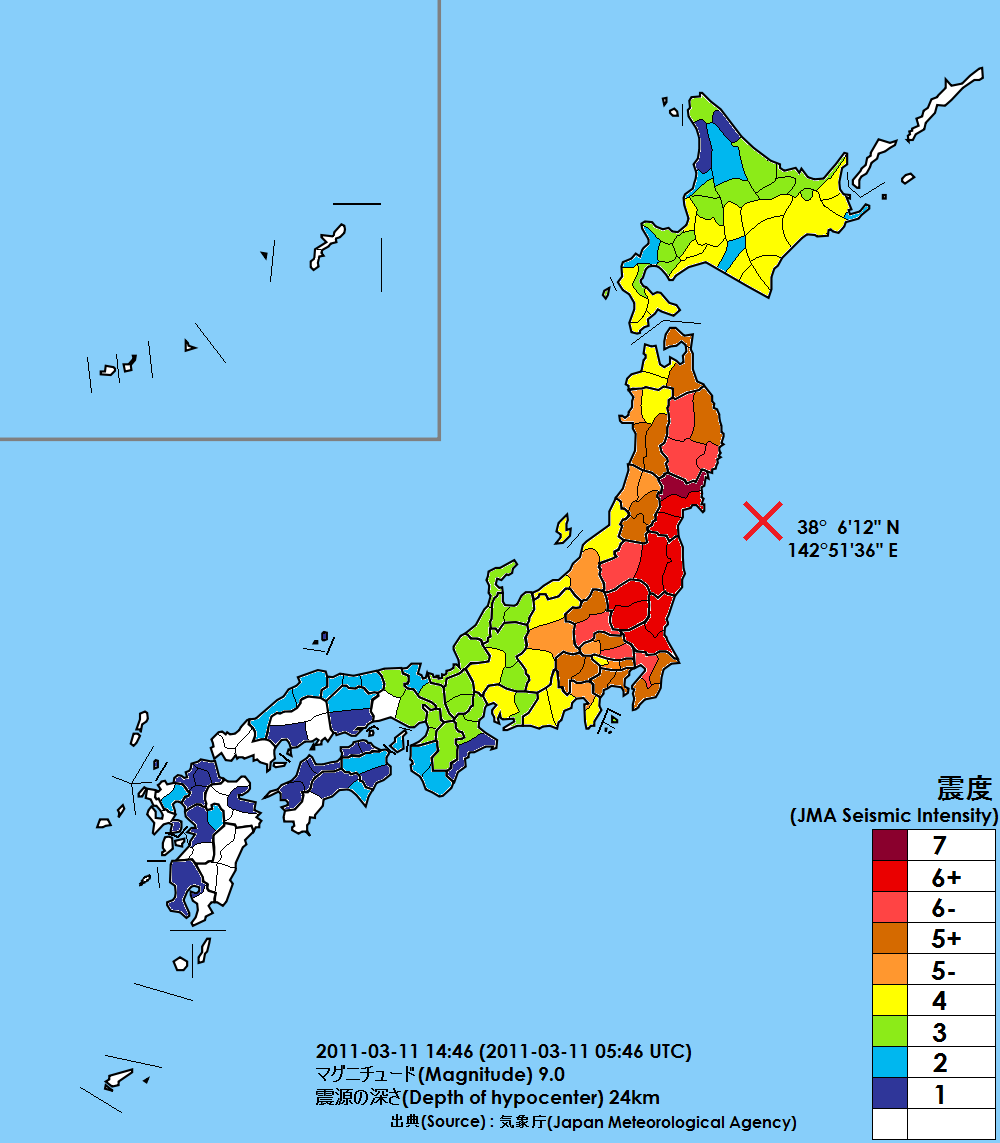
本震における日本各地の震度分布図。
「東北地方太平洋沖地震の前震・本震・余震の記録#本震」では震度5弱以上の市町村を記録。

## 震災の被害・影響・対応・支援活動

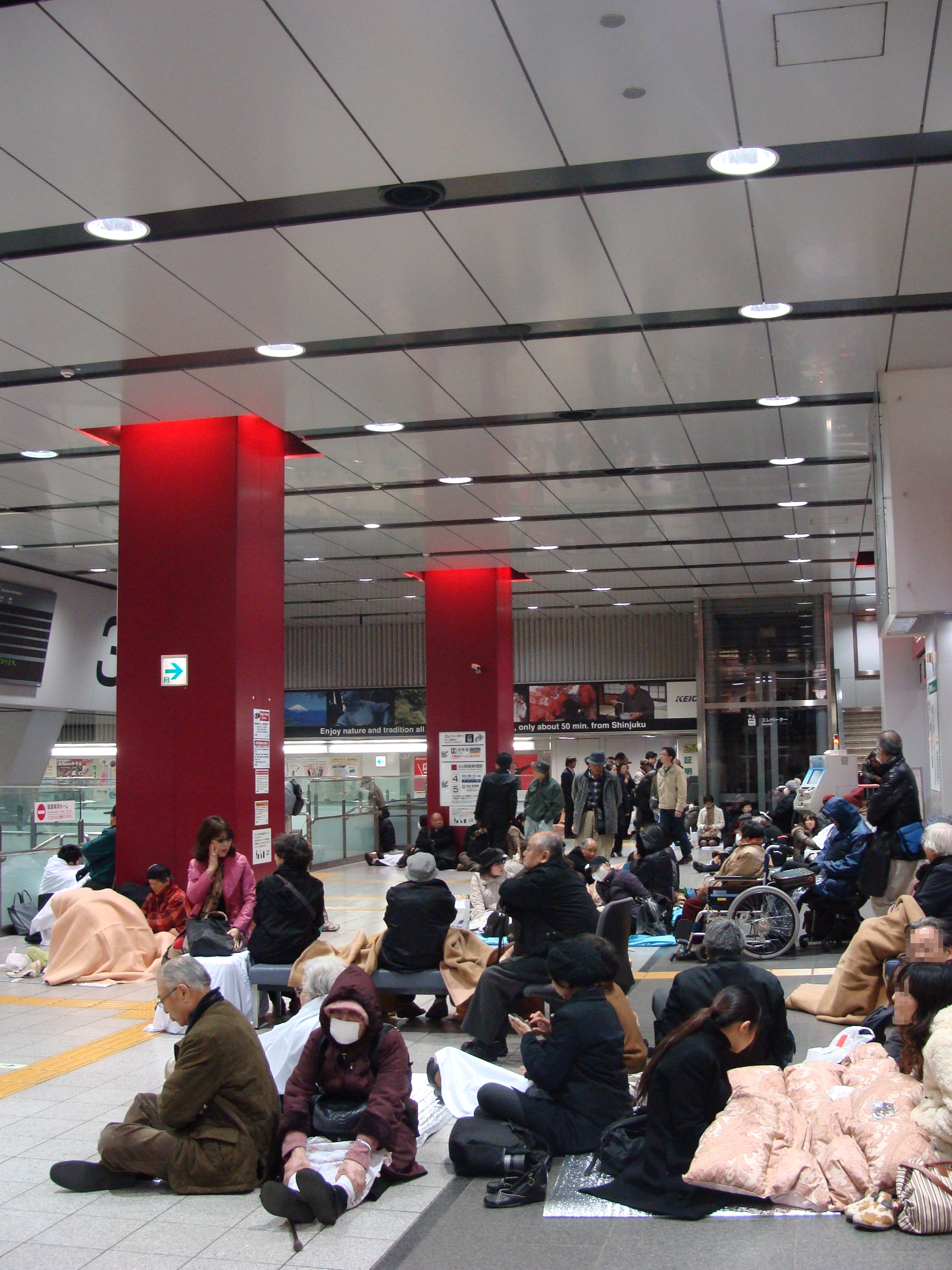
2011年3月11日、新宿駅にて撮影。
帰宅困難者については、「東日本大震災による帰宅困難者」を参照。

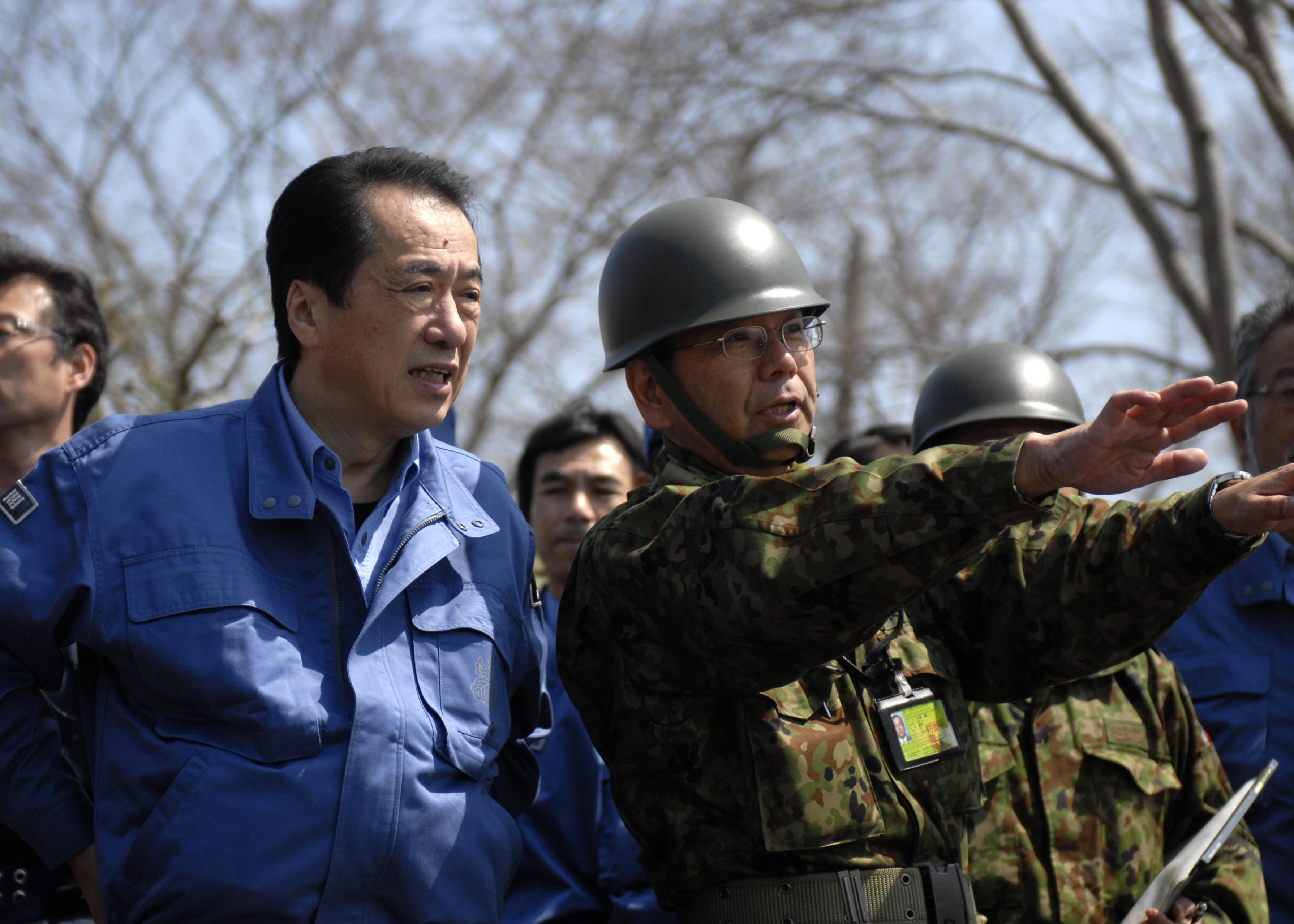
菅直人（日本国第94代内閣総理大臣 在任:2010年6月～2011年9月）
政府の対応については「菅直人内閣 (第2次改造)#東日本大震災への対応」でも解説。

- 人的被害、物的被害、各分野の被害・影響と対応、救助・救援活動、諸問題の概要とまとめ→東日本大震災
- 行政・民間の対応と支援活動について→東日本大震災に対する支援活動

### 人的被害、物的被害、分析
- 地域ごとの被害、人的被害のまとめと分析→東日本大震災#死傷者
  - 死者・行方不明者報告数の推移と市町村別内訳→東日本大震災における死者・行方不明者の推移
  - 震災に起因する自殺→震災自殺#東日本大震災での震災自殺
- 建造物や施設の被害→東日本大震災#建造物
  - 個々の施設の被害のリスト→東日本大震災による各種施設の被害

### 産業・サービス・生活 分野別
- 交通施設の被害と交通への影響→東日本大震災#交通、東日本大震災による交通への影響
  - 鉄道施設への被害と鉄道輸送への影響→東日本大震災による鉄道への影響
    - 個々の被害・影響の記述→東北新幹線、JR西日本

  - 震災による帰宅困難者問題→東日本大震災による帰宅困難者
- 輸送サービスへの影響・支援活動→東日本大震災#輸送東日本大震災に対する支援活動#輸送・アクセス
- 電力への影響→東日本大震災#電力ほか。※後節に詳細あり
- 通信サービスへの影響→東日本大震災#通信
- 法律関連の支援活動→東日本大震災に対する支援活動#法律
- 企業・産業への被害と経済への影響→東日本大震災#経済、東日本大震災の経済への影響
  - 金融市場への影響→東日本大震災の経済への影響#金融
  - 金融保険関連の支援活動→東日本大震災に対する支援活動#金融・保険
  - 「震災不況」「震災特需」→東日本大震災の経済への影響#震災不況と震災特需、復興に伴う問題
  - 復旧復興費用と財政→東日本大震災の経済への影響#復旧・復興費用
- 入学試験、資格試験、就職活動への影響と対応→東日本大震災#試験など

### 政府行政
- 政治や行政への影響→東日本大震災#政治・行政
  - 政府と内閣の対応→菅直人内閣 (第2次改造)#東日本大震災への対応、菅直人#東日本大震災・福島第一原発事故への対応と評価、菅直人#東日本大震災・福島第一原発事故への対応と評価、枝野幸男#菅直人内閣
    - 震災後設けられた政府広報ラジオ番組→震災情報 官邸発、政策情報 官邸発

  - 統一地方選挙への影響→第17回統一地方選挙、地方公共団体の議会の議員及び長の選挙期日等の臨時特例に関する法律#東日本大震災
  - 国政選挙への影響→2011年日本の補欠選挙、第46回衆議院議員総選挙、第23回参議院議員通常選挙（予定）
- 皇室の対応→※後節に詳細あり
  - （2011年現在の）天皇が国民に向けて発したビデオメッセージ→東北地方太平洋沖地震に関する天皇陛下のおことば

### 報道・メディア
- 伝言、安否消息情報→東日本大震災に対する支援活動#伝言・消息情報
- 報道機関の被害と報道への影響・対応→東日本大震災#報道
  - テレビ・ラジオ放送関連の個々の放送局・番組等の動き→東日本大震災#テレビ・ラジオ、東日本大震災における放送関連の動き、東日本大震災に伴う地上デジタル放送に係る電波法の特例に関する法律、避難者情報
    - 震災後設置された臨時ラジオ放送局→臨時災害放送局
- メディア・通信関連の支援活動→東日本大震災に対する支援活動#通信
- 新聞社への被害と影響・対応→東日本大震災#新聞
- 出版・印刷業の被害と影響→東日本大震災#出版・印刷、東日本大震災の出版への影響
- インターネットでの動き→東日本大震災#インターネット、東日本大震災に対する支援活動#インターネット

### 文化
- 教育施設への被害、教育への影響と対応→東日本大震災の教育への影響
- 各種催事への影響と対応、映画・ビデオ、テレビゲーム、音楽への影響と対応→東日本大震災のイベント等への影響
- スポーツへの影響と対応→東日本大震災によるスポーツへの影響
- 宗教の被害と影響・対応→東日本大震災#宗教

### 治安・諸問題
- 被災地の治安、震災後の犯罪、問題行為など→東日本大震災#影響、東日本大震災関連の犯罪・問題行為
  - 被災地での窃盗、詐欺、暴力、悪質商法、募金詐欺など→東日本大震災関連の犯罪・問題行為#犯罪
  - デマーチェーンメール、買い占め、風評被害、問題発言、過度の自粛、原発事故に関連する中傷・差別→東日本大震災関連の犯罪・問題行為#問題行為

### 救助・救援・支援
- 自衛隊・警察・消防・海保による救助・救援・支援活動→東日本大震災#救助・支援活動
- 医療関連の活動→東日本大震災に対する支援活動#医療・心療
  - 東日本大震災心理支援センター - 震災被災者に対する心のケアを目的とする団体。
  - 緊急災害時動物救援本部
- 主な物資提供活動→東日本大震災に対する物資の提供
- 主な募金活動→東日本大震災に対する募金活動
- 主な企業による義援金や支援→東日本大震災に対する義援金寄付
- 主な著名人・団体による義援金や支援→東日本大震災に対する個人・その他各種団体の支援活動
- 支援活動に関連する問題→東日本大震災に対する支援活動#支援活動に関連する問題点
- 震災救援活動や原発事故復旧等で用いられたレスキューロボットについて→レスキューロボット#東日本大震災とレスキューロボット

#### 日本国外の対応・支援
- 国際機関と日本国外の各国による対応と支援→東日本大震災に対する日本国外の対応
  - 東日本大震災に対するアジア諸国の対応
  - 東日本大震災に対するヨーロッパ諸国の対応
  - 東日本大震災に対する北アメリカの対応
  - トモダチ作戦 - アメリカ合衆国軍が行った災害救助活動
  - パシフィック・アシスト作戦 - オーストラリア軍が行った災害救助活動

#### チャリティー活動
この一覧にないものについては、「Category:東日本大震災へのチャリティー活動」を参照。

##### フレーズ
- Pray For Japan - 支援・応援の意味合いで使用されているフレーズ。

##### 音楽
- ソングス・フォー・ジャパン - コンピレーション・アルバム
- ダウンロード・トゥ・ドネート:ツナミ・リリーフ - コンピレーション・アルバム
- 「誰かのために」プロジェクト - AKB48と姉妹グループによる被災者支援プロジェクト
- Marching J - ジャニーズ事務所による災害支援プロジェクト
- ラジオ・チャリティー・ミュージックソン スペシャル 『I'm with U キミと、24時間ラジオ』 - ニッポン放送で2011年4月9日から4月10日にかけて放送されたチャリティーラジオ番組
- FNS音楽特別番組 上を向いて歩こう 〜うたでひとつになろう日本〜 - 2011年3月27日にフジテレビ系列で放送された東北地方太平洋沖地震のチャリティ音楽特別番組
- Let's try again - チーム・アミューズ!!によるチャリティー楽曲。

##### スポーツ
- 東北地方太平洋沖地震復興支援チャリティーマッチ がんばろうニッポン! -  2011年3月29日に開催したサッカーの慈善試合
- 震災復興チャリティーイベント SMILE AGAIN〜YELL FROM KASHIMA〜 -  2011年6月4日に開催したサッカーの慈善試合
- プロ野球12球団チャリティーマッチ -東日本大震災復興支援試合- - 2011年4月2日・4月3日に開催した日本プロ野球のオープン戦の大会
- ALL TOGETHER (プロレス興行) - 2011年8月27日に開催したプロレスの大会

### 避難
- 震災時に設けられた収容避難場所の経緯と問題→東日本大震災後の収容避難場所
- 震災後に建設された仮設住宅の経緯と問題→東日本大震災後の仮設住宅

## 電力危機
- 東日本大震災による電力危機
  - 震災による発電所等電力施設の被害と復旧状況→東日本大震災による電力危機#発電所の被害、東日本大震災による電力危機#被災した発電所の復旧と電力確保の動き、参考：Category:東日本大震災で被災した発電所
  - 原発安全性議論、再稼働問題→東日本大震災による電力危機#原子力発電所の安全性・再稼働問題
  - 2011年3月の東京電力管内の輪番停電→東日本大震災による電力危機#2011年3月の計画停電
  - 2011年夏季の電力危機→東日本大震災による電力危機#2011年夏季の電力危機
  - 2011 - 2012年冬季の電力危機→東日本大震災による電力危機#2011 - 2012年冬季の電力危機
  - 2012年夏季の電力危機→東日本大震災による電力危機#2012年夏季の電力危機
- 節電の施策や運動、法規→東日本大震災による電力危機#使用側の電力危機への対応、節電、電気使用制限等規則
- でんき予報 - 電力各社が発表している電力使用予想

## 福島第一原子力発電所事故

国際原子力事象評価尺度（INES）事故の深刻度の評価）
事故の深刻度の評価については「福島第一原子力発電所事故」を参照。

### 経緯
- 福島第一原子力発電所事故 - 地震により福島第一原子力発電所で発生した、高濃度の放射性物質の流出を伴う原子力事故についての概要
- 事故の経過と内容→福島第一原子力発電所事故#事故の内容
  - 2011年3月31日までの、一日毎の事故の経過の詳説→福島第一原子力発電所事故の経緯
  - 2011年4月1日以降の、一日毎の事故の経過の詳説→福島第一原子力発電所事故の経緯 (2011年4月以降)

福島第一原発とそれを取り巻く環境に関する主な記事として以下の独立項目がある。これ以外はCategory:福島第一原子力発電所を参照。
- 事故前から事故後までの日本の原子力政策の歴史→日本の原子力政策
- 事故前までの原発立地の経緯→福島第一原子力発電所#建設までの経過、福島の原子力発電所と地域社会、福島第一原子力発電所反対運動
- 各原子炉の建設の経緯→福島第一原子力発電所#建設の経過、1号機に沸騰水型原子炉が採用された経緯、1号機、2号機、5号機、6号機
- 運営の経緯と現在→福島第一原子力発電所#発電所運営の経過、福島第一原子力発電所#発電所の運営、福島第一原子力発電所のトラブル、福島第一原子力発電所における放射性廃棄物の処理と管理

### 影響・被害・対応
- 放射性物質の放出と汚染、その拡散→福島第一原子力発電所事故#放射性物質の放出、拡散と汚染の状況、福島第一原子力発電所事故の影響#放射性物質による汚染の状況と影響、福島第一原発事故による放射性物質の拡散
- 事故に起因する放射性物質による環境・食品・人体への影響、社会的・経済的影響、住民の避難および風評被害について→福島第一原子力発電所事故の影響
  - 人体への影響→福島第一原子力発電所事故の影響#人体への影響、福島第一原子力発電所事故の影響#専門家の指摘、被曝、放射能汚染対策#日本における体制
  - 食品・飲料への影響と規制→福島第一原子力発電所事故の影響#食品中の放射性物質に対する規制、福島第一原子力発電所事故の影響#食品の汚染、食の安全#放射能と食の安全
  - 汚染による風評被害→福島第一原子力発電所事故の影響#その他の社会的影響・反応
  - 事故による社会的影響→福島第一原子力発電所事故の影響#その他の社会的影響・反応
  - 日本国外への汚染、社会的影響→福島第一原子力発電所事故の影響#日本国外における影響
  - 経済、商業、交通等への影響→福島第一原子力発電所事故の影響#経済などへの影響
- 事故前と事故後のリスク評価→福島第一原子力発電所事故、福島第一原子力発電所事故#専門家による指摘

#### 当事者
- 現地・運営者の対応
  - フクシマ50 - 事故後も現地に残り復旧にあたった作業員について
  - 東京電力 - 福島第一原子力発電所の運営者

#### 政府行政
- 政府の対応→福島第一原子力発電所事故#日本政府等の対応、福島第一原子力発電所事故
  - 内閣の対応→菅内閣 (第2次改造)#東日本大震災への対応
  - 原子力緊急事態
  - 原子力安全・保安院の対応→原子力安全・保安院
  - 原子力委員会の対応→原子力委員会
  - 原子力安全委員会の対応→原子力安全委員会
  - 事故後保安院と安全委員会を統合して発足した政府機関→原子力規制委員会
  - 原子力損害賠償支援機構担当大臣
  - 原子力行政担当大臣
  - 原子力防災担当大臣
  - 内閣官房の事故調査委員会→東京電力福島原子力発電所における事故調査・検証委員会
  - 国会の事故調査委員会→東京電力福島原子力発電所事故調査委員会
  - 原子力損害賠償支援機構
  - 原子力災害対策特別措置法
  - 原発事故被害者救済法
  - 放射性物質汚染対処特措法
- 国際原子力機関(IAEA)の対応→福島第一原子力発電所事故#国際原子力機関の動き
- 自治体の対応
  - 福島県知事の対応→佐藤雄平#福島第一原子力発電所事故への対応
  - 福島県放射線健康リスク管理アドバイザー
  - 福島県原子力損害対策協議会

#### 民間
- 民間（第三者）の対応
  - 民間の事故調査委員会→福島原発事故独立検証委員会

## 震災と原発事故からの復興

### 政府行政
- 東日本大震災復興対策本部 - 2011年6月24日設置、復興に関する日本国政府の業務を統括する行政機関
- 復興庁 - 復興対策本部の後身として2012年2月10日設置、復興に関する日本国政府の業務を統括する行政機関
  - 復興局 - 被災3県に置かれている復興庁の出先機関
- 復興大臣 - 復興庁の長。事実上の前身である「東日本大震災復興対策担当大臣」についても解説
- 東日本大震災復興構想会議 - 2011年4月11日設置、2012年2月10日廃止、復興事業を審査する有識者会議
- 復興推進委員会 - 復興構想会議の後身として2012年2月10日設置、復興事業を審査する復興庁の有識者会議
- 東日本大震災復興特別委員会 - 衆議院と参議院に設置されている特別委員会
- 東日本大震災復興基本法 - 2011年6月24日施行、東日本大震災と福島第一原発事故からの復興に関する日本国政府や自治体などの方針を定めた基本法
  - 復興特別区域（復興特区） - 復興促進のために規制緩和や税制・財政措置が採られる区域
    - 東日本大震災復興交付金 - 復旧・復興事業に対する交付金制度
- 東日本大震災に対処するための特別の財政援助及び助成に関する法律
  - 東日本大震災復興緊急保証制度 - 企業経営者に対する保証制度
- 東日本大震災事業者再生支援機構 - 債務請負い等を通じて企業経営を支援する株式会社